# Heinrich II. (Champagne)
Heinrich II. von Champagne (* 29. Juli 1166; † 10. September 1197 in Akkon) war seit 1181 Graf der Champagne und durch Heirat seit 1192, als Heinrich I., König von Jerusalem aus dem Haus Blois. Er war der älteste Sohn des Grafen Heinrich I. von Champagne und der Prinzessin Marie, einer Tochter König Ludwigs VII. von Frankreich († 1180) und der Eleonore von Aquitanien († 1204).

## Leben und Wirken
Heinrich war etwa 15 Jahre alt, als sein Vater starb. Seine Mutter übernahm bis 1187 die Regentschaft. Den Vorschlag seiner Mutter, eine Tochter des Grafen Balduin V. von Hennegau zu heiraten schlug er aus, um sich 1189 mit der zwei Jahre alten Ermesinde von Luxemburg zu verloben. Ein Erbgang in Luxemburg scheiterte jedoch, trotz anfänglicher Erfolge, an der Ablehnung Kaiser Friedrich I. Barbarossas und der Inkonsequenz Heinrichs. Das Verlöbnis mit Ermesinde löste er bald wieder auf.
1190 nahm Heinrich das Kreuz, um mit seinem Onkel und König Philipp II. auf den dritten Kreuzzug zu gehen. Seine Vasallen schwor er im Mai 1190 in Sezanne auf seinen jüngeren Bruder Theobald III. als Nachfolger ein, falls er nicht aus dem heiligen Land zurückkehren sollte. Er führte eine Vorausabteilung der Kreuzritter und erreichte schon im Sommer 1190 das Heilige Land. Dort übernahm er bis zum Eintreffen der Könige von Frankreich und England den Oberbefehl bei der Belagerung von Akkon.
Er war ein Neffe des englischen Königs Richard Löwenherz und trug während des gesamten Kreuzzugs zur Verständigung zwischen den französischen und englischen Kreuzfahrern bei.
Nachdem der König von Jerusalem, Konrad von Montferrat am 28. April 1192 in Tyros von Assassinen ermordet worden war, wurde Heinrich von seinem Onkel Richard Löwenherz in aller Eile zur Ehe mit der Witwe des Königs, Isabella, gedrängt, womit er zum neuen König Jerusalems aus dem Recht seiner Frau wurde. Isabella war zu dem Zeitpunkt hochschwanger. Imad ad-Din al-Isfahani, ein islamischer Chronist, der die Hochzeit besuchte, schrieb deshalb:
Heinrich von Champagne heiratete des Markgrafen Frau in der gleichen Nacht, mit der Behauptung, er habe das erste Recht auf die Frau des toten Mannes. Sie war schwanger, was ihn nicht davon abhielt, sich mit ihr zu vereinigen, etwas, was sogar noch ekelhafter war als die Verbindung des Fleisches. Ich fragte einen ihrer Höflinge, wem die Vaterschaft zugesprochen würde und er sagte: 'Es wird das Kind der Königin.' Ihr seht die Zügellosigkeit dieser verdorbenen Ungläubigen.
Die Hochzeit fand acht Tage nach dem Mord statt, allerdings sollte Heinrich auf den Königstitel verzichten, er nannte sich lediglich „Herr von Jerusalem“. Er arrangierte sich mit Amalrich von Lusignan, dem Bruder des ehemaligen Königs Guido von Lusignan, dem er 1194 das Amt eines Konstablers von Jerusalem nahm und es an Johann von Ibelin, den Halbbruder seiner Frau, vergab. Weiterhin verdrängte er die Pisaner vom Festland und stand mit dem Klerus wegen der Investitur des Patriarchenamts von Jerusalem in Konflikt, wobei er 1194 nachgeben musste.
Heinrich starb 1197 unter mysteriösen Umständen, nachdem er aus dem Fenster eines Turms in Akkon gestürzt war. Er wurde in der Heiligen Kreuzkirche in Akkon beigesetzt.

## Ehe und Nachfolge
Aus seiner Ehe mit Isabella von Jerusalem († Mai 1206) hatte er drei Töchter:
- Marie († vor 1205)
- Alice (* 1196; † Mai 1246)

1. ⚭ erste Ehe 1210 mit König Hugo I. von Zypern (* 1195; † 1218)
2. ⚭ zweite Ehe 1225 mit Fürst Bohemund V. von Antiochia, 1227 annulliert
3. ⚭ dritte Ehe 1241 mit Raoul de Soissons, Regent von Akkon 1243–1244

- Philippa (* 1195/1197; † 10. Dezember 1250) ⚭ 1213 oder 1214 mit Érard de Brienne († nach 1244), Herr von Ramerupt

Das Jerusalemer Königtum wurde nach Heinrichs Tod von seiner Witwe und deren vierten Ehemann, Amalrich von Lusignan weitergeführt, nach deren Tod durch seine Stieftochter Maria von Montferrat.
Heinrichs Töchter sollten besonders für sein heimatliches Erbe, die Champagne, von bedeutender Rolle sein. Denn nach seinem Tod folgte ihm dort sein Bruder Theobald III. Die Erbansprüche der Töchter wurden sowohl von ihrem Onkel als auch König Philipp II. August ignoriert, was auch an deren schwacher Legitimation lag. Der erste Ehemann von Heinrichs Frau, Humfried IV. von Toron, hatte seine erzwungene Scheidung niemals anerkannt, weshalb die Rechtmäßigkeit der Ehe Heinrichs mit Isabella in Frage gestellt war. Zumindest der Vetter der Schwestern, Graf Theobald IV., führte dies später als Argument an um sich gegen deren Ansprüche zu erwehren.